# Canton d'Évreux-Sud
Le canton d'Évreux-Sud est une ancienne division administrative française située dans le département de l'Eure et la région Haute-Normandie.

## Représentation

### Conseillers d'arrondissement (de 1833 à 1940)
| Période                                  | Période          | Identité                               | Étiquette           | Qualité |
| ---------------------------------------- | ---------------- | -------------------------------------- | ------------------- | --- |
| 1833                                     | 1842             | Pierre Jean Duwarnet (1768-1855)       |                     | Juge d'instruction à Évreux                                                                                 |
| 1842                                     | 1848             | Pierre Nicolas César Masse (1778-1851) |                     | Président du Tribunal civil d'Évreux                                                                        |
| 1848                                     | 1861             | Georges Lhôpital                       |                     | Maitre des Requêtes au Conseil d'État                                                                       |
| 1861                                     | 1864             | Auguste Avril de Buré                  |                     | Avocat |
| 1864                                     | 1880             | Georges Lhôpital                       |                     | Maitre des Requêtes au Conseil d'État                                                                       |
| 1880                                     | 1892             | Gaston Bourdon                         | Républicain         | Commerçant, conseiller municipal d'Évreux                                                                   |
| 1892                                     | 1893 (décès)     | Charles-Louis Coget                    | Républicain         | Ancien industriel, conseiller municipal d'Évreux                                                            |
| 1893                                     | 1905 (démission) | Pierre-François Quérité                | Républicain radical | Directeur d'école, propriétaire, adjoint au maire d'Évreux                                                  |
| juil.1905                                | 1910             | Bernard Francfort                      | Radical             | Militaire, conseiller municipal d'Évreux                                                                    |
| 1910                                     | 1922             | André Bertin                           | Républicain modéré  | Conseiller municipal d'Évreux                                                                               |
| 1922                                     | 1928             | Félix Doucerain                        | Républicain         | Maire d'Arnières-sur-Iton                                                                                   |
| 1928                                     | 1940             | Pierre Désormeaux                      | Union nationale     | Ancien camionneur à Évreux                                                                                  |
| 1940                                     |                  |                                        |                     | Les conseils d'arrondissement ont été suspendus par la loi du 12 octobre 1940 et n'ont jamais été réactivés |
| Les données manquantes sont à compléter. |                  |                                        |                     | |

### Conseillers généraux de 1833 à 2015
Le canton a été scindé en trois en 1982. En sont issus notamment : canton d'Évreux-Est et canton d'Évreux-Ouest.
| Période | Période          | Identité                                     | Étiquette                | Qualité |
| ------- | ---------------- | -------------------------------------------- | ------------------------ | --- |
| 1833    | 1848             | Louis-Dominique Corneille-Dehaumont (1776-?) |                          | Agent d'affaires, président du Tribunal de commerce d'Évreux Propriétaire, premier adjoint au maire d'Évreux                       |
| 1848    | 1852 (démission) | Charles Dupont de l'Eure                     | Gauche républicaine      | Ingénieur civil Propriétaire à Rouge-Perriers Député (1871-1872) Démissionne, refusant de prêter serment à l'Empereur Napoléon III |
| 1852    | 1877             | Camille Clément de La Roncière-Le Noury      | Droite Bonapartiste      | Officier général de la Marine Député (1871-1876) Sénateur (1876-1881)                                                              |
| 1877    | 1905 (décès)     | Charles Adrien Corbeau                       | Républicain Socialiste   | Professeur à l'École Normale d'Évreux puis inspecteur primaire Maire d'Évreux (1882-1883)                                          |
| 1905    | 1919             | Henry Fauchet (1842-1927)                    | Républicain Progressiste | Président de sociétés métallurgiques Administrateur délégué des usines de Navarre, Évreux                                          |
| 1919    | 1925             | Léon Lauvray                                 | URD                      | Agriculteur, ingénieur agronome Député (1928-1932) - Sénateur (1939-1940)                                                          |
| 1925    | 1936 (démission) | Georges Chauvin                              | Rad.                     | Avocat Maire d'Évreux (1936-1940), conseiller d'arrondissement Ancien Sous-secrétaire d’État (1918) Député (1928-1936)             |
| 1936    | 1940             | Victor Chardar (1888-1947)                   | Rad.                     | Négociant, juge au tribunal de commerce d'Évreux, adjoint au maire                                                                 |
|         |                  |                                              |                          | |
| 1943    | 1945             | Charles Lemarié                              |                          | Cultivateur Maire d'Huest Nommé conseiller départemental en 1943                                                                   |
|         |                  |                                              |                          | |
| 1945    | 1951             | Augustin Azémia                              | SFIO                     | Instituteur - Député (1945-1946)                                                                                                   |
| 1951    | 1958             | Diane Lambert                                | DVD (ex-RPF)             | Conseillère municipale d'Évreux |
| 1958    | 1976             | Augustin Azémia                              | SFIO puis PS             | Maire d'Évreux (1971-1977) |
| 1976    | 2001             | Rolland Plaisance                            | PCF                      | Rédacteur à la Sécurité sociale, puis contrôleur des employeurs à l'URSSAF Député (1956-1958) Maire d'Évreux (1977-2001)           |
| 2001    | 2015             | Michel Champredon                            | PS puis PRG              | Haut Fonctionnaire Maire d'Évreux de 2008 à 2014 Vice-président du Conseil général                                                 |

## Composition

### De 1833 à 1982
Communes de : 
- Évreux (Sud)
- Angerville
- Arnières-sur-Iton
- Aulnay
- Les Baux-Sainte-Croix
- Caugé
- Claville
- Fauville
- Fontaine-sous-Jouy
- Gauciel
- Guichainville
- Huest
- Jouy-sur-Eure
- Miserey
- Le Plessis-Grohan
- Saint-Luc
- Saint-Sébastien
- Saint-Vigor
- Sassey
- La Trinité
- Les Ventes
- Le Vieil-Évreux

### De 1982 à 2015
Le canton d'Évreux-Sud regroupait sept communes et comptait 21 424 habitants (recensement de 1999 sans doubles comptes).
| Communes               | Population (2012) | Code postal | Code Insee |
| ---------------------- | ----------------- | ----------- | ---------- |
| Angerville-la-Campagne | 1 217             | 27930       | 27017      |
| Les Baux-Sainte-Croix  | 1 015             | 27180       | 27044      |
| Évreux                 | 51 198 (1)        | 27000       | 27229      |
| Guichainville          | 2 486             | 27930       | 27306      |
| Le Plessis-Grohan      | 675               | 27180       | 27464      |
| Saint-Luc              | 231               | 27930       | 27560      |
| Les Ventes             | 1 006             | 27180       | 27678      |

(1) fraction de commune.

## Démographie
| 1962 | 1968 | 1975 | 1982 | 1990   | 1999   | 2006   | 2011   | 2012   |
| ---- | ---- | ---- | ---- | ------ | ------ | ------ | ------ | ------ |
| -    | -    | -    | -    | 22 199 | 21 424 | 20 460 | 18 765 | 18 911 |